# Єкимково (Калузька область)
Єкимково (рос. Екимково) — присілок в Дзержинському районі Калузької області Російської Федерації.
Населення становить 60 осіб. Входить до складу муніципального утворення Присілок Барсуки.

## Історія
Від 2004 року входить до складу муніципального утворення Присілок Барсуки.

## Населення
| 2002 | 2010 |
| ---- | ---- |
| 113  | ↘60  |